# داس‌ها (فیلم)
داس‌ها (انگلیسی: Dacii) یک فیلم درام تاریخی به کارگردانی سرجیو نیکلائسکو است که در سال ۱۹۶۷ منتشر شد. 
این فیلم دربارهٔ نبرد میان امپراتوری روم و داس‌ها در سال‌های ۷۷ تا ۸۸ پس از میلاد است و وقایع تاریخی رخ‌داده در کشور رومانی را به‌تصویر می‌کشد.

## بازیگران
- پیر بریس
- آمزا پلئا
- ماری-ژوزه نات
- ژرژ مارشال
- میرچئا آلبولسکو
- سرجیو نیکلائسکو
- سابولچ چخ
- نیکلائه سکارئانو
- میهای کنستانتینسکو
- کورنلیو گاربئا
- امیل بوتا